# Manzana Segunda
Manzana Segunda är en ort i Mexiko, tillhörande kommunen Jiquipilco i den nordvästra delen av delstaten Mexiko. Orten hade 1 064 invånare vid folkräkningen 2010.